# بيني دانيلز
بيني دانيلز (بالإنجليزية: Penny Daniels)‏ هي صحفية أمريكية، ولدت في 1 ديسمبر 1954.